# Sabrina Stultiens
Sabrina Stultiens (Helmond, 8 juli 1993) is een Nederlands veldrijdster en wielrenster uit het Limburgse Meijel. Ze rijdt voor VolkerWessels.

## Carrière
In de jeugdcategorieën stond Stultiens verschillende malen op het podium van het NK veldrijden. Zo werd ze in zowel 2008 als 2009 tweede bij de nieuwelingen, telkens achter Rebecca Talen. In 2011 werd ze derde bij de junioren, om vervolgens één jaar later in diezelfde categorie de titel te pakken. 

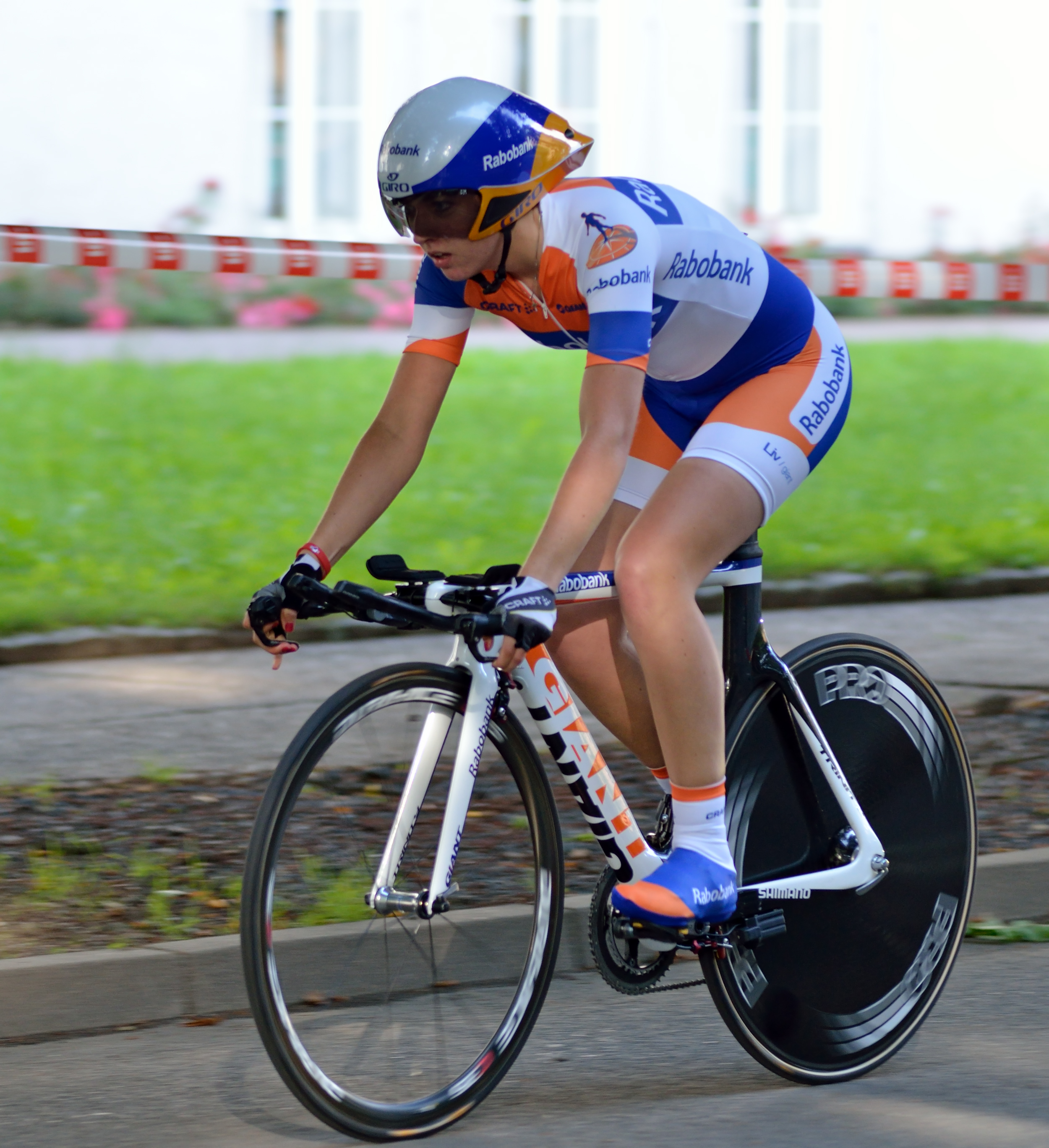
Stultiens in de Ronde van Thüringen 2012

Het seizoen 2011-2012 was voor Stultiens haar eerste seizoen bij de vrouwen beloften/elite. Eind oktober stond ze voor het eerst op het podium van een internationale cross. Te Zonhoven moest ze enkel Sanne Van Paassen en Nikki Harris laten voorgaan. Vanaf 1 januari 2012 kwam ze uit voor Rabobank. In het veldritseizoen 2012-2013 stond ze als 3de mee op het podium van de NK. Ze werd hierdoor geselecteerd voor de wereldkampioenschappen veldrijden 2013 waar ze achtste werd. Ook haalde Stultiens dat seizoen ereplaatsen in veldritten als de Vlaamse Aardbeiencross, de Internationale Sluitingsprijs en de Cyclocross Leuven. Ook in 2014 pakte ze het brons op het NK veldrijden, op de wereldkampioenschappen veldrijden 2014 werd ze achttiende. Dit nadat ze eerder dat seizoen ook al tweede geworden was op het allereerste EK voor beloften vrouwen.
Na een succesvolle wegcampagne van 2014, waarin ze zich in het Zwitserse Nyon tot Europees kampioene bij de beloften had gekroond, was ook het veldritseizoen 2014-2015 een succes. Ze won het EK voor beloften en ze stond te Koksijde voor het eerst mee op het podium van een Wereldbeker, dit als tweede. Eind december boekte ze haar eerste UCI overwinning, in de Zilvermeercross te Mol spurtte ze naar de zege voor Ellen Van Loy en Sanne Cant. Een paar weken later won ze ook nog eens in Leuven.

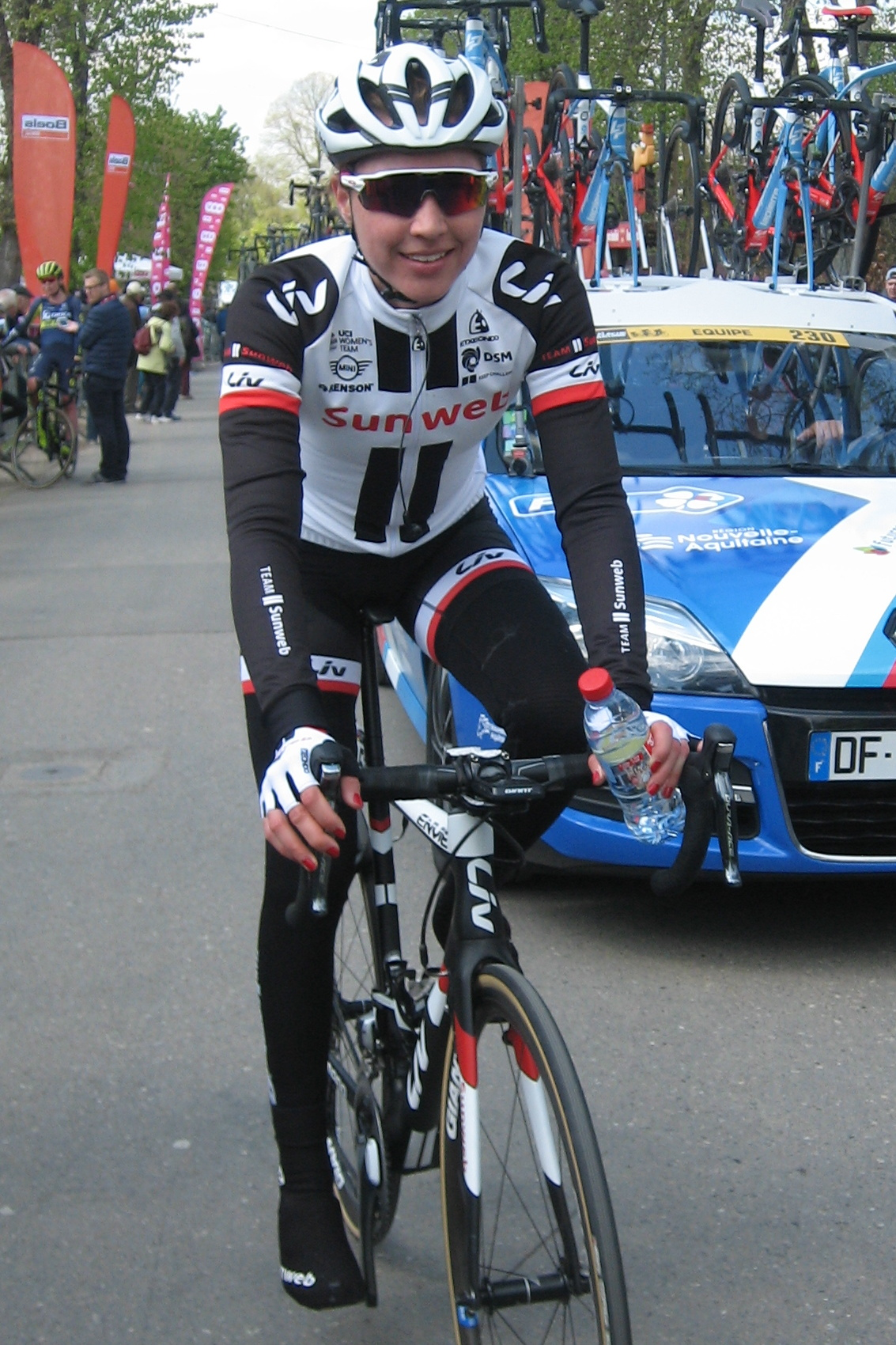
Stultiens na de Waalse Pijl 2017

Vanaf 1 maart 2015 komt Stultiens uit voor Liv-Plantur dat in 2017 verder ging als Team Sunweb. Door een knieblessure in februari 2016 moest ze de rest van het seizoen aan de kant blijven. Hierdoor miste ze ook het veldritseizoen 2016-2017. In februari 2017 maakte ze haar rentree op de weg. Ze sloot het seizoen af met de wereldtitel ploegentijdrijden in het Noorse Bergen.
Hierna maakte Stultiens bekend per 2018 over te stappen naar Waowdeals Pro Cycling, waar ze voorheen ook al reed, toen nog onder de naam Rabobank. Ze sloeg het veldritseizoen over om zich volledig op de voorjaarsklassiekers te richten. Dit pakte goed uit met een zevende plek in de Waalse Pijl en een zesde plek in Luik-Bastenaken-Luik. Ze wist deze stijgende lijn voort te zetten door een maand later op 17 mei derde te worden in de Emakumeen Saria, achter haar landgenoten Anna van der Breggen en Annemiek van Vleuten. Twee dagen later wist ze de eerste etappe te winnen in de Baskische World-Tourwedstrijd Emakumeen Bira. Met een zesde plaats in de slotrit wist ze zich te verzekeren van de 13e plek in het eindklassement. Een maand later werd ze tiende in het eindklassement van de Britse Women's Tour, op ruim een halve minuut achter Coryn Rivera. In juli werd ze achtste in de zesde etappe van de Giro Rosa met aankomst op Gerola Alta en een dag later werd ze elfde in de klimtijdrit, wat haar de twaalfde plaats in het eindklassement opleverde.
Op 5 augustus maakte Stultiens deel uit van de Nederlandse selectie op het EK in Glasgow. Een maand later werd ze ook geselecteerd voor het WK in Innsbruck. Als voorbereiding hierop sloeg ze de Boels Ladies Tour in eigen land over. Wel zou ze de Tour de l'Ardèche rijden, maar ze kwam een dag voor de start tijdens een training zwaar ten val. Hierdoor kon ze niet in actie komen op haar tweede (individuele) wereldkampioenschap op de weg. Door een lange revalidatie moest ze ook het gehele seizoen 2019 aan zich voorbij laten gaan.

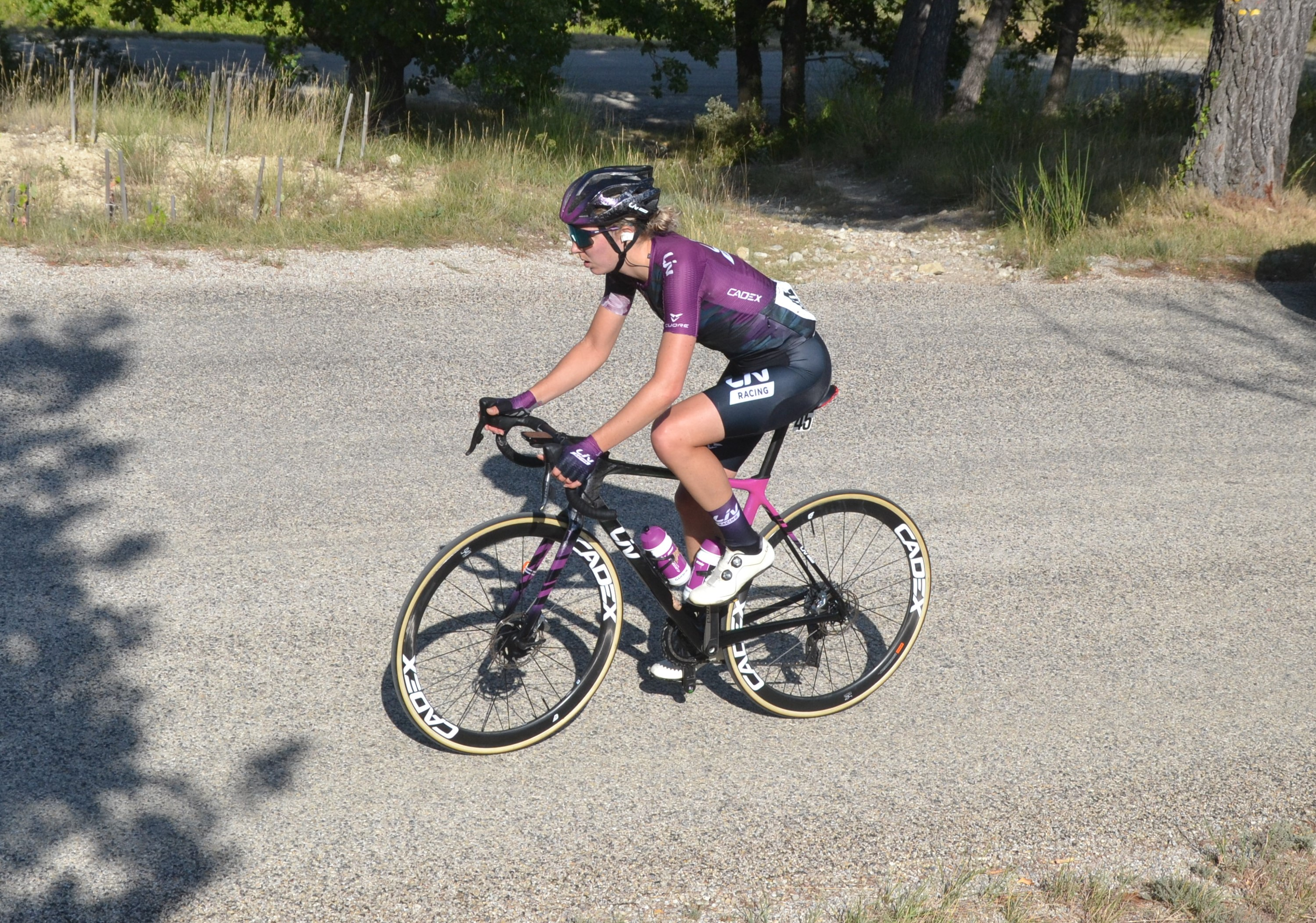
In de aanval in de Tour de l'Ardèche 2021

Stultiens maakte haar rentree op 1 maart 2020 en won meteen haar eerste wedstrijd: Brussel-Opwijk, een nationale wedstrijd die niet op de UCI-kalender staat. In augustus werd ze 18e in de Strade Bianche, vijfde in de Giro dell'Emilia en twaalfde op het Nederlands kampioenschap. Een maand later werd ze zevende in de slotrit van de Giro Rosa. In december werd ze verkozen tot Limburgs wielrenster van het jaar. In 2021 wist Stultiens de stijgende lijn door te trekken met een dertiende plek in de Brabantse Pijl, tiende plek in Emakumeen Saria, zesde plek op het Nederlands kampioenschap en de vierde plek in de Clásica San Sebastián. Drie jaar na haar val ging Stultiens alsnog van start in de Tour de l'Ardèche 2021; ze behaalde in de tweede etappe de top 20 en reed in de derde etappe 80 kilometer lang solo op kop, maar werd teruggepakt door het peloton.

## Palmares

### Veldrijden
| Seizoen   | Wereldbeker | Superprestige | Bpost Trofee | WK  | EK  | NK | Overige     | Totaal aantal zeges |
| --------- | ----------- | ------------- | ------------ | --- | --- | -- | ----------- | ------------------- |
| 2011-2012 |             |               |              | 12e | DNS | 5e |             | 0                   |
| 2012-2013 |             |               |              | 8e  | DNS | ↑  |             | 0                   |
| 2013-2014 |             |               |              | 18e | NVT | ↑  |             | 0                   |
| 2014-2015 |             |               |              | 15e | NVT | ↑  | Mol, Leuven | 2                   |
| 2015-2016 |             |               |              |     | DNS | ↑  |             | 0                   |

Jeugd
- EK 1x: 2014 (beloften)
- NK 1x: 2011 (junioren)

### Wegwielrennen
2013
 Jongerenklassement Emakumeen Bira
2014
 Europees kampioene op de weg (beloften)
 Jongerenklassement La Route de France
2015
 Jongerenklassement Auensteiner Radsporttage
2017
 WK ploegentijdrit in Bergen
2018
1e etappe Emakumeen Bira (WWT)

#### Uitslagen in voornaamste wedstrijden
| Jaar | Ronde van Italië | Ronde van Frankrijk | Ronde van Spanje |
| ---- | ---------------- | ------------------- | ---------------- |
| 2012 |                  |                     |                  |
| 2013 | opgave           |                     |                  |
| 2014 |                  |                     |                  |
| 2015 | 19e              |                     |                  |
| 2017 | 11e              |                     |                  |
| 2018 | 12e              |                     |                  |
| 2020 | 57e              |                     |                  |
| 2021 | 42e              |                     |                  |
| 2022 |                  | 86e                 | 71e              |
| 2023 |                  |                     |                  |
| 2024 |                  |                     | opgave           |

| Jaar | Gent-Wevelgem | Ronde van Vlaanderen | Amstel Gold Race | Luik-Bast.‑Luik | Waalse Pijl | Strade Bianche | Brabantse Pijl |  | WK op de weg |
| ---- | ------------- | -------------------- | ---------------- | --------------- | ----------- | -------------- | -------------- |  | ------------ |
| 2012 |               |                      |                  |                 | 85e         |                |                |  |              |
| 2013 |               |                      |                  |                 |             |                |                |  |              |
| 2014 |               |                      |                  |                 |             |                |                |  | 56e          |
| 2015 | 13e           | 18e                  |                  |                 | 14e         |                |                |  |              |
| 2017 |               |                      | 60e              | 15e             |             | opgave         | 58e            |  |              |
| 2018 | 79e           |                      | 31e              | 6e              | 7e          |                | 28e            |  |              |
| 2020 |               |                      |                  |                 | 32e         | 18e            |                |  |              |
| 2021 |               |                      | 41e              | 52e             | 18e         | 44e            | 13e            |  |              |
| 2022 |               |                      |                  |                 |             | 20e            |                |  |              |
| 2023 |               |                      | 49e              | opgave          | 91e         | 33e            | 47e            |  |              |
| 2024 |               |                      | 34e              | 70e             |             |                | 34e            |  |              |

### Resultaten in overige rondes
| Jaar | Tour Down Under | Wielerweek van Valencia | Ronde van Burgos | Festival Elsy Jacobs | Emakumeen Bira | The Women's Tour | Ronde van Thüringen | Ronde van Zwitserland | Ronde van Scandinavië | Ronde van Romandië | Simac Ladies Tour |
| ---- | --------------- | ----------------------- | ---------------- | -------------------- | -------------- | ---------------- | ------------------- | --------------------- | --------------------- | ------------------ | ----------------- |
| 2012 |                 |                         |                  |                      |                |                  | 39e                 |                       |                       |                    |                   |
| 2013 |                 |                         |                  | 39e                  | 16e            |                  |                     |                       |                       |                    | 51e               |
| 2014 |                 |                         |                  |                      |                |                  |                     |                       |                       |                    | 16e               |
| 2015 |                 |                         |                  | 13e                  |                | 21e              |                     |                       |                       |                    |                   |
| 2017 |                 |                         |                  |                      |                | 55e              |                     |                       | 58e                   |                    | 36e               |
| 2018 | opgave          |                         |                  | 11e                  | 13e (1)        | 10e              |                     |                       |                       |                    |                   |
| 2020 |                 |                         |                  |                      |                |                  |                     |                       |                       |                    |                   |
| 2021 |                 |                         | 15e              |                      |                |                  |                     |                       | 33e                   |                    |                   |
| 2022 |                 |                         |                  |                      |                |                  |                     |                       |                       | 32e                |                   |
| 2023 |                 | 80e                     |                  |                      |                |                  |                     | 67e                   |                       | 84e                | opgave            |
| 2024 |                 |                         |                  |                      |                |                  |                     |                       |                       |                    |                   |

(*) tussen haakjes aantal individuele etappeoverwinningen

## Ploegen
- 2012 -  Rabobank
- 2013 -  Rabobank-Liv
- 2014 -  Rabobank-Liv
- 2015 -  Rabobank-Liv (tot 28 februari)
- 2015 -  Liv-Plantur (vanaf 1 maart)
- 2016 -  Liv-Plantur
- 2017 -  Team Sunweb (vrouwenwielerploeg)
- 2018 -  Waowdeals Pro Cycling
- 2019 -  CCC-Liv
- 2020 -  CCC-Liv
- 2021 -  Liv Racing
- 2022 -  Liv Racing Xstra
- 2023 -  Liv Racing TeqFind
- 2024 -  VolkerWessels
- 2025 -  VolkerWessels

Antoshina · De Jong · De Vocht · Düster · Ferrand-Prévot · Kitchen · Knetemann · Slappendel · Stultiens · Talen · Van Paassen · Van Vleuten · Vos
Brand · De Jong · De Vocht · Ferrand-Prévot · Guarnier · Knetemann · Neff · Niewiadoma · Slappendel · Stultiens · Talen · Van Paassen · Van Vleuten · Vos
Brand · De Jong · Ferrand-Prévot · Knauer · Knetemann · Niewiadoma · Slappendel · Stultiens · Tenniglo · Van der Breggen · Van Paassen · Van Vleuten · Vos
Brand · De Jong · Ferrand-Prévot · Gillow · Knauer · Knetemann · Korevaar · Koster · Niewiadoma · Stultiens · Tenniglo · Van der Breggen · Vos
Garner · Knol · Lichtenberg · Mackaij · Mustonen · Pieters · Polspoel · Soek · Stijns · Stultiens · Weaver
Kirchmann · Mackaij · Markus · Mustonen · Slik · Soek · Stijns · Stultiens · Taylor · Weaver
Brand · Kirchmann · Labous · Lippert · Mackaij · Rivera · Slik · Soek · Stultiens · Van Dijk · Weaver
Gafinovitz · Van der Heijden · Kastelijn · Korevaar · Koster · Markus · Van de Ree · Rooijakkers · Rowe · Stultiens · Vos
Demey · Van der Heijden · Korevaar · Kuijpers · Lach · Markus · Moolman-Pasio · Rooijakkers · Skalniak · Stultiens · Vos
Bertizzolo · Demey · Van der Heijden · Jaskulska · Korevaar · Kuijpers · Lach · Markus · Moolman-Pasio · Nerlo · Paladin · Rooijakkers · Skalniak · Stultiens · Vos
Bertizzolo · Demey · Jackson · Jaskulska · Kopecky · Korevaar · Kuijpers · Paladin · Rooijakkers · Stultiens
Barbieri · Buurman · de Jong(vanaf 1/6) · Demey · van der Hulst · Jackson · Jaskulska · Korevaar · McGowan · Neumanová · Ragusa · Smulders · Stultiens · Ton
Andersson · Barbieri · Buurman · Demey · García · van der Hulst · Jaskulska · de Jong · Korevaar · McGowan · Neumanová · Ragusa · Smulders · Stultiens · Ton
Beuling · Van Bokhoven · Demey · Dijkstra · Van Helvoirt · Jansen · Knijnenburg · Meert · Molenaar · Poland · A. van Rooijen · S. van Rooijen · Schoens · Souren · Stultiens · Vanhove · Vanpachtenbeke · Wisse (stagiair)
Beuling · Boogaard · Demey · Dijkstra · van Helvoirt · Jansen · Knijnenburg · Meert · Molenaar · Poland · Rijnbeek · van Rooijen · Schoens · Souren · Stultiens · Uneken · Vanpachtenbeke · Vollering · Wisse